# Nasa tingomariensis
Nasa tingomariensis är en brännreveväxtart som först beskrevs av James Francis Macbride, och fick sitt nu gällande namn av Weigend. Nasa tingomariensis ingår i släktet färgkronor, och familjen brännreveväxter. Inga underarter finns listade i Catalogue of Life.